# Франческо Канова да Мілано
Франческо Канова да Мілано (італ. Francesco Canova da Milano) або Франческо да Мілано, також відомий як «божественний Франческо» (італ. il divino Francesco) (1497, Монца — 1543, Мілан) — італійський лютнист доби Ренесансу, один з найвидатніших європейських композиторів XVI століття. Автор фантазій, канцонет і ричеркарів.

## Біографія
Франческо Канова народився у містечку Монца, в 15 км від Мілана. Його батько Бенедетто і старший брат Бернардіно були музикантами. За повідомленням Луки Ґауріко (Tractatus astrologicus, 1552), Франческо навчався у італійського лютниста Джовані Анґело Тестаґросса (1470–1530). 
У молоді роки Канова приїхав до Риму, де незабаром був прийнятий лютнистом у папську капелу. У жовтні 1516 року разом з батьком були приватними музикантами у папи Льва Х. 1526 року він виступав також перед папою Клемента VII та Ізабеллою де'Есте.
Імовірно, певний час був при королівському дворі в Парижі, принаймні, деякі джерела називають його Francesco da Parigi. 1528 року він обійняв посаду каноніка у церкві Св. Назаро Маджіоре в Мілані. У 1531–1536 роках служив кардиналу Іпполіто Медічі. Також викладав лютню онукові папи Павла ІІІ Оттавіо Фарнезе.
Документи 1538 року засвідчують, що Франческо був при дворі кардинала Алессандро Фарнезе.
У липні 1538 року Франческо одружився з Кларою Таццоні, міланською дворянкою, і переїхав до Мілана. Але вже на початку наступного року він знову переїжджає до папської резиденції.
Про останні роки Франческо да Мілано майже нічого не відомо. За свідченнями Луки Ґауріко, він помер 2 січня 1543 року. Франческо Канова був похований в церкві Санта-Марія-делла-Скала в Мілані. У XVIII столітті церква була знесена, і на її місці побудована відома опера «Ла Скала». Бенедетто, його батько, пережив Франческо і помер після 1555 року.
Збереглося два портрети, які, імовірно, зображують Франческо Канова. Один, роботи невідомого художника, зберігається в Амброзіанській бібліотеці (Biblioteca Ambrosiana) в Мілані. Інший, імовірно пензля Джуліо Кампі, є в Пінакотеці (Pinacoteca Civica) міста Комо.

## Твори
Канова зазнав слави як віртуозний виконавець і композитор. Його твори виконували по всій Європі. Сучасники називали його «il divino Francesco» — «божественний Франческо» (цей неофіційний титул Франческо Канова ділив з «божественним» Мікеланджело Буонарроті).
У Венеції в 1536–1548 роках було видано сім збірок лютневих табулатур Франческо Канови. До нашого часу дійшло 124 його музичних твори: сорок одна фантазія, шістдесят ричеркарів, токата, перекладання співів для лютні у формі табулатур тощо.

## «Канцона і танець»
У Радянському Союзі Франческо Канова здобув несподівану популярність у 1970-х роках. 1972 року фірма грамзапису «Мелодія» видала платівку з назвою «Лютнева музика XVI–XVII століть». Виконавцем значився Володимир Вавілов. На ній було записано десять творів, першою серед яких була сюїта для лютні «Канцона й танець». Її автором був зазначений Франческо да Мілано (1497–1543). Проте жодних «канцон» Канова не писав. Власне, слово «canzona», яке, до речі, на платівці написано з помилкою як «kanzona», італійською означає просто як «пісня». Справжнім композитором цього твору був радянський гітарист і лютнист Володимир Вавілов (1925–1973), який вдавався з певних причин до містифікації.
Проте на написання «Канцони» все ж таки вплинув твір Франческо Канови — Фантазія № 30 (з Intabolatura de Lauto, Libro Terzo,1547).